# Аарон Ернандес
Аарон Йозеф Ернандес  (англ. Aaron Josef Hernandez, 6 листопада 1989 – 19 квітня 2017) був тайт-ендом з американського футболу. Він грав у Національній футбольній лізі (НФЛ) протягом трьох сезонів за New England Patriots, доки його кар’єра раптово не припинилася після його арешту та засудження за вбивство Одіна Ллойда.
All-American у Флориді,  Ернандес був обраний Патріотами в четвертому раунді драфту НФЛ 2010 року. Разом із товаришем по команді Робом Гронковскі він утворив один із найдомінантніших тайт-енд дуетів ліги, ставши першою парою, яка забивала принаймні п’ять тачдаунів у сезонах поспіль за ту саму команду. Він один раз виступав на Суперкубку в Суперкубку XLVI.
У міжсезоння 2013 року Ернандес був заарештований і звинувачений у вбивстві Ллойда, напівпрофесійного гравця, який зустрічався з сестрою нареченої Ернандеса. Після арешту Ернандес був негайно звільнений патріотами. У 2015 році його визнали винним у вбивстві першого ступеня та засудили до довічного ув’язнення без права умовно-дострокового звільнення у виправному центрі Соуза-Барановського. Під час суду за вбивство Ллойда Ернандеса також було звинувачено у подвійному вбивстві Даніеля де Абреу та Сафіро Фуртадо у 2012 році; він був виправданий після суду в 2017 році.

## Раннє життя

### Сім'я і насильство
Ернандес народився в Брістолі, штат Коннектикут, 6 листопада 1989 року і виріс на Грейстоун-авеню. Він був сином Денніса Ернандеса, пуерториканського походження, та Террі Валентайн-Ернандес, італійського походження.  Ставши дорослим, Ернандес згадував, як його мати кілька разів виганяла його батька з дому, але завжди впускала його назад. Пара одружилася в 1986 році, розлучилася в 1991 році і знову одружилася в 1996 році. У 1991 році вони оголосили про банкрутство. Пізніше Ернандес заявив, що в будинку точилися постійні бійки.  Обоє батьків були б заарештовані та залучені в злочини протягом свого життя. 
У Ернандеса був старший брат Денніс Джонатан-молодший, відомий як ді-джей. Батько підштовхував їх до успіхів, у тому числі в спорті, але часто образливо ставився як до хлопчиків, так і до матері. Батько Ернандеса бив його та його брата іноді без будь-якої причини або через алкоголь, але часто вони відбувалися, коли їхній батько вважав, що вони недостатньо старалися в школі чи на заняттях легкою атлетикою.  Діджей і Ернандес постійно боялися свого батька, але також шанували його. Одного разу Ернандес прийшов до школи з синяком навколо ока, і його тренер вважав, що травма стала результатом нападу батька на нього. Одного разу його батько вдарив тренера молодіжного футболу Ернандеса після суперечки про методи тренування. 
Публічно їхній батько представив образ людини, яка мала сварки з поліцією, але змінила своє життя, щоб стати хорошим батьком і громадянином. У січні 2006 року, коли Ернандесу було 16 років, Денніс помер від ускладнень після операції на грижі. За словами його матері, Ернандес був сильно вражений смертю батька, і він відтворив своє горе, повставши проти авторитетних осіб. Ті, хто його знав, казали, що він так і не пережив смерть батька. 

### Вища школа
Ернандес відвідував Центральну середню школу Брістоля, де грав за футбольну команду «Брістоль Ремс».  Він також був винятковим баскетболістом і бігуном. Він починав як широкий приймач, перш ніж став тайт-ендом, а також грав у захисті. Будучи старшим, він став найкращим футболістом року в Gatorade Коннектикуту після того, як зробив 67 прийомів на 1807 ярдів і 24 тачдауни в нападі та 72 підкати, дванадцять мішків, три вимушені помилки, дві спроби відновлення та чотири заблоковані удари в захисті. Він також був загальноамериканським солдатом армії США. 

## Кар'єра в університеті
Спочатку Ернандес погодився грати в Університеті Коннектикуту  разом зі своїм братом Діджеєм, але пізніше вирішив грати за Університет Флориди під керівництвом головного тренера Урбана Мейєра. Мейєр прилетів до Коннектикуту і переконав директора Ернандеса дозволити йому закінчити навчання більш ніж на семестр раніше.  Це дозволило Ернандесу переїхати до Флориди, приєднатися до команди та навчитися правилам невдовзі після свого 17-річчя. Про це пізніше висловила газета Boston Globe
Ніяк, окрім як фізично, він був до цього готовий. Молодий чоловік, який приїхав в Гейнсвілл, не був академічно підготовленим чи емоційно підготовленим до студентського життя, згідно з раніше нерозголошеними записами коледжу та записами телефонних дзвінків, які Ернандес пізніше зробив із в'язниці. Він закінчив середню школу більше ніж на семестр раніше — не тому, що був відмінником, а тому, що він був чудовим футболістом... Спортивні здібності були очевидні, але за ними стояв розлючений підліток, який боровся з жорстоким вихованням, зростаючою залежністю від наркотиків і питаннями щодо власної сексуальної ідентичності.

### Статистика
| Сезон    | Команда | GP | Отримання | Отримання | Отримання | Отримання |
| Сезон    | Команда | GP | Rec       | ярдів     | Середнє   | TD        |
| -------- | ------- | -- | --------- | --------- | --------- | --------- |
| 2007 рік | Флорида | 13 | 9         | 151       | 16.8      | 2         |
| 2008 рік | Флорида | 13 | 34        | 381       | 11.2      | 5         |
| 2009 рік | Флорида | 14 | 68        | 850       | 12.5      | 5         |
| Кар'єра  | Кар'єра | 40 | 111       | 1,382     | 12.5      | 12        |

## Особисте життя

### Стосунки
У 2007 році Ернандес почав зустрічатися з Шаянною Дженкінс, дівчиною, яку він знав ще з початкової школи. Їхня дочка Авіель народилася 2012 року.[1] Того ж року пара заручилася, а Ернандес придбав чотириповерховий будинок площею 8130 квадратних футів (755 м) із вбудованим басейном за 1,3 мільйона доларів у Норт-Аттлборо, штат Массачусетс.[2][3] Дженкінс переїхала до Ернандеса у 2011 році, під час його другого сезону з Patriots.[2] 
Після того, як вона виявила його зраду, Дженкінс переїхала, але повернулася влітку 2012 року.[16] Під час суду над Ернандесом за вбивство Одіна Ллойда стверджувалося, що Ернандес фліртував і цілувався з нянею, яка доглядала за його дочкою.[149] Дженкінс свідчила в суді, що хотіла, щоб їхні стосунки збереглися, і що це вимагало від неї компромісів щодо деяких його дій.[150] Вона розповіла поліції, що готувала та прибирала, і знала свою роль.[16] Ернандес і Дженкінс ніколи не одружувалися.[151]